# Eblen Hills
Die Eblen Hills sind eine Gruppe markanter, felsiger und bis zu 1640 m hoher Hügel im westantarktischen Marie-Byrd-Land. Sie ragen unmittelbar nördlich der Mündung des Colorado-Gletschers in den Reedy-Gletscher auf.
Der United States Geological Survey kartierte sie anhand eigener Vermessungen und mithilfe von Luftaufnahmen der United States Navy aus den Jahren von 1960 bis 1964. Das Advisory Committee on Antarctic Names benannte sie 1967 nach James Carl Eblen (1931–2016), Flugzeugmaschinist der Überwinterungsmannschaft auf der McMurdo-Station im Jahr 1959 und Teilnehmer an mehreren Kampagnen im Rahmen der Operation Deep Freeze.